# Euphorbia carunculata
Euphorbia carunculata är en törelväxtart som beskrevs av Umaldy Theodore Waterfall. Euphorbia carunculata ingår i släktet törlar, och familjen törelväxter. Inga underarter finns listade i Catalogue of Life.